# Domaine de Squividan
Le domaine de Squividan, à Clohars-Fouesnant, formé d'un manoir et de son parc, désormais domaine départemental du Finistère, a ouvert ses portes au public en 2009. Le musée propose chaque année une nouvelle exposition consacrée à Émile Simon et Madeleine Fié-Fieux, anciens résidents du lieu. Les visiteurs peuvent également flâner dans le parc où sont disposés des panneaux tactiles présentant la flore.

## L'histoire de Squividan
L'existence d'un manoir à Squividan est très ancienne puisque la montre de 1426 cite Squividan comme "terre noble" occupée par Jean de Penguily. Du début du XVIIe siècle à la fin du XVIIIe siècle, le manoir est propriété de roturiers, initialement la famille Bénéat, originaire du Pays bigouden (puis, le domaine se transmet à plusieurs reprises via les filles, d'où des changements de patronymes : Leurré, Jourden, Bolloré, Rien, Nédélec, Picart). Le 12 novembre 1836, le domaine devient la propriété de Charles Olivier, marquis de Kermel qui l'achète à Mme veuve Picart, puis après sa mort de sa veuve Thérèse de Silguy jusqu'en 1872, année où elle décède. Un de ses six enfants, Hortense de Kermel, épouse de Saget de la Jonchère, hérite de Squividan et en fait don en 1880 à son fils Henri Saget de la Jonchère, dont la veuve vend à son tour la propriété le 15 mars 1893 à Mme Guivart de Kerstradt, qui en fait donation à son fils Albert Guivart de Kerstradt. À son tour, la veuve de ce dernier vend le domaine à Thérèse Villard, épouse séparée de corps d'Olivier, comte de Kermel. La famille de Kermel en redevient donc momentanément propriétaire. Mais au début du XXe siècle, le domaine est vendu en deux lots, des métayers, le couple Hélias, achetant la ferme et 12 ha de terres et un industriel de la faïence de Quimper, Jules Verlingue, le manoir et 9 ha de terres. C'est cet industriel qui crée alors le parc et fait aussi construire le haut mur qui l'entoure, ainsi que le portail d'entrée ; mais Jules Verlingue vend quelques années plus tard sa propriété à des britanniques, le couple Cosson, qui fuit en 1940 l'occupation nazie et vend après la Seconde guerre mondiale le domaine à Philippe et Madeleine Fieux.
Pendant la Seconde Guerre mondiale, Mme Estienne d'Orves et sa cousine, avec leurs huit enfants, fuyant les troupes allemandes lors de la Débâcle en 1940 parvient à Clohars-Fouesnant et le maire Olivier de Mauduit, nommé administrateur du domaine par la feldkommandantur allemande, l'autorise à habiter le manoir alors inoccupé. Elle y est restée jusqu'à la fin de la guerre. Son mari, le lieutenant Honoré d'Estienne d'Orves, n'est jamais venu à Squividan.

## Une élève et son maître
Originaire d’une famille modeste, Émile Simon est né à Rennes en 1890. Très tôt intéressé par la peinture, il est diplômé de l’école régionale des beaux-arts de Rennes en 1908. Il poursuit une brillante carrière et est nommé directeur de l’école des beaux-arts de Nantes en 1945. Influencé par l’impressionnisme, Émile Simon peint « sur le motif », sans retouche, de manière spontanée. Ses paysages et portraits, de style figuratif, sont parfois proches de l’esquisse.

« Il faut, surprendre la vie et peindre dans l’emballement. »

— Émile Simon
Née en 1897 à Varennes-en-Gatinais (Loiret), Madeleine Fié-Fieux grandit à Paris. Issue d’une famille aisée, elle suit des cours de dessin et de peinture à l’Académie Julian. Après son mariage avec Philippe Fieux, elle s’établit à Nantes où elle rencontre Émile Simon et devient son élève.
En 1943, victimes des bombardements, les époux Fié-Fieux et Émile Simon s’installent près de Quimper, puis au Domaine de Squividan à Clohars-Fouesnant. Pendant 30 ans aux côtés d’Émile, Madeleine développe essentiellement sa pratique artistique par la réalisation de portraits, de compositions florales et d’études de la statuaire religieuse.
Après avoir dédié sa vie à la peinture, Émile Simon décède au Domaine de Squividan en 1976. Madeleine Fié-Fieux débute alors un travail de valorisation des œuvres de son maître. À sa mort, en 1995, elle lègue le Domaine de Squividan au Conseil Général du Finistère afin qu’il continue son travail de conservation et de mise en valeur du travail de son maître. Le legs comprend plus de 1 000 tableaux d'Émile Simon et 200 de Madeleine Fié-Feux.

## Une maison de peintres
Animés du même amour de la peinture, Émile Simon et Madeleine Fié-Fieux s’installent au Domaine de Squividan (Squividan signifie en breton « lieu où abonde le sureau »). Ils ont vécu et peint ensemble au sein de cette maison de maître du XIXe siècle et de son parc. Cependant, ils ont également parcouru la Bretagne, à la recherche de paysages et de scènes de vie.
Les deux peintres laissent à leur mort, une collection de plus de 1000 tableaux. Madeleine Fié-Fieux en fit don par testament au Conseil Général du Finistère, également légataire du domaine, à la condition qu’il ouvre celui-ci au public, afin d’y mettre en valeur l’œuvre d’Émile Simon.
Sa conservation et sa mise en valeur ont été confiées au Musée départemental breton situé à Quimper. Ces dernières années, avec l’association Les amis du Squividan des expositions ont été proposées dans plusieurs communes du Finistère.
Depuis 2009, le parc et son espace d’exposition ont ouvert leurs portes au public. Chaque année, une sélection d’une quarantaine d’œuvres de ces deux artistes sont présentées afin d'apprécier le regard qu’ils ont posé sur le Finistère, la Bretagne et leurs habitants.
Le manoir de Squividan est composé : 
- d'une maison de maître du XIXe siècle, construit en 1886,
- d'une extension construite entre 1970 et 1980, à l'est de la maison de maître, et qui renferme une galerie d'exposition et un garde-meuble,
- d'un parc d'une superficie de 2 hectares et 61 ares, qui se visite gratuitement,
- d'une collection double : le fonds d'Émile Simon riche de 942 pièces et celui de Madeleine Fié-Fieux de 211 pièces ainsi que tous les objets de la vie quotidienne recensé dans le manoir.

Le parking du domaine de Squividan a été baptisé du nom d'Honoré d'Estienne d'Orves, en hommage à ce résistant dont la famille a temporairement habité le domaine pendant la Seconde Guerre mondiale.

## L'Association "Les Amis du Squividan"
Une association loi de 1901 "Les Amis du Squividan", crée en juin 2002, présidée par Serge Vandermech jusqu'en juin 2013 et par Yvon Le Goff, ancien maire de Clohars-Fouesnant, désormais, vise à mieux faire connaître le manoir et l'œuvre des deux peintres qui l'ont habité, en collaboration avec le Musée départemental breton de Quimper.
Des ateliers de peinture sont aussi périodiquement organisés dans le parc du manoir.